# المحقق كونان (الموسم 26)
المحقق كونان هو الموسم السادس والعشرين من سلسلة المحقق كونان (باليابانية: 名探偵コナン، تُنطق ميه‌‌تانتيه كۆنان أي المحقق العظيم كونان) تُرجمت رسميًا إلى المُحقق كونان، وهي سلسلة مانغا للكاتب غوشو أوياما حُولِّت إلى مسلسل أنيمي وحلقات أوفا وأفلام أنمي وألعاب فيديو ووسائط أخرى يابانية وقد بدأ عرض السلسلة من 30 مايو 2015 ولغاية الآن.
أُذيعت الحلقة الأولى في 8 يناير 1996 وعرضت الحلقات بالتوالي إلى أن وصلت إلى أكثر من 1,164 حلقة، وبذلك تحتل المركز الخامس عشر في قائمة أكثر الأنيميات من حيث عدد الحلقات. يتم عرض حلقة واحدة من الأنمي أسبوعيًّا على نبون تلفجن إلا في حالات عرض الأفلام فإنها قد تتأجل إلى أسبوعين أو أكثر.
يُعرَض المحقق كونان في اليابان على قناة نيبون تي في وقناة يوميأوري وقناة أنيماكس وقناة YTV اليابانية، وقد لاقى المحقق كونان رواجًا كبيرًا في اليابان حيث احتل مركزًا من ضمن المراكز الستة الأوائل في ست مناسبات مختلفة. وبحسب استطلاعات الرأي التي أجرتها مجلة أنيميج، اعتبر الأنيمي من بين أفضل 20 أنيمي تم إصداره خلال الفترة من عام 1996 ولغاية عام 2001. أيضا احتل المحقق كونان المركز الثالث والعشرين من ضمن قائمة أفضل 100 أنيمي، أجرته شبكة أساهي اليابانية في عام 2005.

## عناوين الحلقات
| #       | عنوان الحلقة                                        | تفاصيل الحلقة | تفاصيل الحلقة  |
| اليابان | باليابانية                                          | في المانغا    | تاريخ العرض    |
| ------- | --------------------------------------------------- | ------------- | -------------- |
| 818     | مطاردة كوغورو الغاضب العظيمة (الجزء الأول)          | فلر           | 21 مايو 2016   |
| 819     | مطاردة كوغورو الغاضب العظيمة (الجزء الثاني)         | فلر           | 28 مايو 2016   |
| 820     | الأشخاص السبعة في غرفة الانتظار                     | فلر           | 4 يونيو 2016   |
| 821     | سر معبد دونغاراجي                                   | فلر           | 11 يونيو 2016  |
| 822     | المشتبه به ثنائي عاطفي (الجزء الأول)                | فصل 925-927   | 18 يونيو 2016  |
| 823     | المشتبه به ثنائي عاطفي (الجزء الثاني)               | فصل 925-927   | 25 يونيو 2016  |
| 824     | مأوى المتحرين الصغار                                | فلر           | 9 يوليو 2016   |
| 825     | عودة قضية حديقة المد والجزر                         | فلر           | 16 يوليو 2016  |
| 826     | الجمال، الكذبة والسر                                | فلر           | 23 يوليو 2016  |
| 827     | رامن يستحق الموت للذته 2 (الجزء الأول)              | فصل 928-929   | 30 يوليو 2016  |
| 828     | رامن يستحق الموت للذته 2 (الجزء الثاني)             | فصل 929-930   | 6 أغسطس 2016   |
| 829     | الفتى اللغز                                         | فلر           | 13 أغسطس 2016  |
| 830     | الزومبي المحيط حول الكوخ (الجزء الأول)              | فصل 931-932   | 3 سبتمبر 2016  |
| 831     | الزومبي المحيط حول الكوخ (الجزء الثاني)             | فصل 933-934   | 10 سبتمبر 2016 |
| 832     | الزومبي المحيط حول الكوخ (الجزء الثالث)             | فصل 934-935   | 17 سبتمبر 2016 |
| 833     | المحقق العظيم له نقاط ضعف                           | فلر           | 24 سبتمبر 2016 |
| 834     | الرجل الذي مات مرتين (الجزء الأول)                  | فلر           | 1 أكتوبر 2016  |
| 835     | الرجل الذي مات مرتين (الجزء الثاني)                 | فلر           | 8 أكتوبر 2016  |
| 836     | فرقة الفتيات الغير ودودات (الجزء الأول)             | فصل 936-938   | 15 أكتوبر 2016 |
| 837     | فرقة الفتيات الغير ودودات (الجزء الثاني)            | فصل 936-938   | 22 أكتوبر 2016 |
| 838     | لغز في منطاد الهواء الساخن                          | فلر           | 5 نوفمبر 2016  |
| 839     | يمكنك سماع صوت التينجو                              | فلر           | 12 نوفمبر 2016 |
| 840     | الهدية الأخيرة                                      | فلر           | 19 نوفمبر 2016 |
| 841     | التقاطعات الممطرة                                   | فلر           | 26 نوفمبر 2016 |
| 842     | نقطة التحول في القيادة على الطريق المتشعب           | فلر           | 10 ديسمبر 2016 |
| 843     | إفادات متفاوتة (الجزء الأول)                        | فصل 939-940   | 17 ديسمبر 2016 |
| 844     | إفادات متفاوتة (الجزء الثاني)                       | فصل 940-941   | 24 ديسمبر 2016 |
| 845     | موقف كونان اليائس في الظلام (الجزء الأول)           | فلر           | 7 يناير 2017   |
| 846     | موقف كونان اليائس في الظلام (الجزء الثاني)          | فلر           | 14 يناير 2017  |
| 847     | قضية الشرطي تشيبا الغريبة الصعبة (الجزء الأول)      | فصل 942-943   | 28 يناير 2017  |
| 848     | قضية الشرطي تشيبا الغريبة الصعبة (الجزء الثاني)     | فصل 943-944   | 4 فبراير 2017  |
| 849     | كلمة سر عقد الزواج (الجزء الأول)                    | فصل 945-946   | 11 فبراير 2017 |
| 850     | كلمة سر عقد الزواج (الجزء الثاني)                   | فصل 946-947   | 18 فبراير 2017 |
| 851     | جولة في جحيم الحب (الجزء الأول)                     | فلر           | 4 مارس 2017    |
| 852     | جولة في جحيم الحب (الجزء الثاني)                    | فلر           | 11 مارس 2017   |
| 853     | ذكريات صف زهرة الكرز (ران الصغيرة)                  | فصل 921-922   | 18 مارس 2017   |
| 854     | ذكريات صف زهرة الكرز (شينتشي الصغير)                | فصل 923-924   | 25 مارس 2017   |
| 855     | لغز الحزام الأسود الذي تلاشى (حلقة خاصة بالفيلم 21) | فلر           | 15 أبريل 2017  |
| 856     | سر الثنائي المشهور                                  | فلر           | 22 أبريل 2017  |